# Condor Express
Le Condor Express (ou HSC Condor Express) est un ferry-catamaran de 86 m faisant partie d'une série de quatre, construits par Incat en Tasmanie.
Ce navire à grande vitesse (NAV) de la flotte de Condor ferries est affecté à la desserte des îles Anglo-Normandes et de l'Angleterre au départ de Saint-Malo. L'un des deux autres exemplaires a été reconverti en transport militaire par la marine australienne et a participé aux évacuations de population au Timor oriental.